# ايكفرد (باكينجهامشير)
ايكفرد (بالإنجليزية: Ickford)‏ هي قرية و أبرشية مدنية تقع في المملكة المتحدة في إنجلترا.  يقدر عدد سكانها بـ 680 نسمة .